# Партнерство «Кожній дитині»
Партнерство «Кожній дитині» — міжнародна благодійна організація, зареєстрована в Україні в 2010.
Є учасницею Української мережі за права дитини

## Історія
1998 року в Україні своє представництво відкрила Європейська дитяча благодійна організація.
У січні 2002 в результаті злиття Європейської дитячої благодійної організації та британського Християнського дитячого фонду утворилась міжнародна благодійна організація «Кожній дитині» (англ. EveryChild), що базувалася у Сполученому Королівстві, та працювала в сфері захисту прав дітей, зокрема, надання безпеки і підтримки дітям, що зростають без піклування батьків або сім'ї. Після утворення EveryChild представництво Європейської дитячої благодійної організації було перереєстроване як Представництво благодійної організації «Кожній дитині», а директором представництва був призначений Володимир Кузьмінський.
У 2010 році Кузьмінський провів локалізацію представництва і створення на його базі Міжнародної благодійної організації "Партнерство «Кожній дитині». З 2011 року Партнерство «Кожній дитині» діє під такою назвою як міжнародна НУО базована в Україні, підтримуючи партнерські відносини з EveryChild.

## Діяльність
З 1998, спочатку в якості філіалу міжнародної Європейської дитячої благодійної організації, пізніше як представництва британської міжнародної організації «Кожній дитині» в Україні, а з 2010 як Партнерство «Кожній дитині», було, зокрема, досягнуто таке:
- реалізований проект «Розвиток інтегрованих соціальних служб для вразливих сімей і дітей в Київській області» фінансований Європейською Комісією (2005—2008);
- видання журналу «Права дітей» (2003—2011), посібників «Прийомна сім'я: методика створення і соціального супроводу», «Інтегровані соціальні служби: теорія, практика, інновації», «Зростаємо разом: практикум сімейного дозвілля», «Сімейно орієнтована соціальна робота: практичні аспекти», «Оцінка потреб дитини» у двох томах та ін.;
- розробка стратегії розвитку соціальних послуг для Державної соціальної служби для сім'ї, дітей та молоді, а також концепції реформування будинку дитини (2009);
- створення національного інструментарію оцінки потреб дитини, яким користуються працівники державних і багатьох неурядових соціальних служб;
- внесок у становлення в Україні інноваційних послуг і підходів: прийомна сім'я термінового влаштування, наставництво, ДБСТ, деінституціалізація;
- навчальні візити для фахівців та управлінців у сфері захисту прав дітей у Велику Британію, Молдову, Росію, Румунію, Швецію;
- впровадження в Україні послуги патронатної сім'ї[4], розробка державного стандарту з надання послуги патронату над дітьми.

З 2019 Партнерство «Кожній дитині» увійшло в консорціум з Оксфорд Полісі Менеджмент Лімітед (Велика Британія), СОС Кіндердорф Інтернешнл та Українським фондом «Благополуччя дітей», який консультує з питань проєкту «Розробка та впровадження регіонального плану стосовно збільшення обсягів надання послуг з догляду на сімейній основі (реформування інтернатних закладів для дітей в Тернопільській області)».», що є частиною проєкту «Модернізація системи соціальної підтримки населення України».

## Люди
Директор МБО Партнерство «Кожній дитині» — Василина Дибайло, заступник директора з реалізації програм — Зінаїда Кияниця.
В діяльності організації, реалізації її окремих проектів брали участь провідні українські науковці та експерти галузі соціальної роботи та соціальної педагогіки: Ольга Безпалько, Ірина Звєрєва, Володимир Кузьмінський (засновник організації), Жанна Петрочко.